# Philippe Boesmans
Philippe Boesmans (Tongeren, 17 de mayo de 1936-10 de abril de 2022) fue un compositor belga.

## Biografía
Estudió piano en el Conservatorio de Lieja, donde también conoció técnicas de composición serial por parte de Pierre Froidebise. Sin embargo, fue sólo después de entrar en contacto con el "Grupo de Lieja" (Henri Pousseur, André Souris y Célestin Deliège) en 1957 cuando empezó a escribir música, como compositor autodidacta. A partir de 1962 participó en producciones del Centro de Investigaciones Musicales de Valonia, colaborando con Pousseur. También estuvo activo como pianista con el conjunto Musique Nouvelle. También en 1962 se convirtió en productor de la Radio Télévision Belge de la Communauté Française (RTBF), trabajando con la orquesta de la radio. A partir de esta experiencia aprendió mucho sobre composición y orquestación de música. Le siguió un rápido reconocimiento y en el año 1971 ganó el Prix Italia por su composición Upon La-Mi (Visscher 2001). 
Trabajó como productor para la RTBF y fue compositor residente del Teatro Real de la Moneda en Bruselas.

## Obras
Ópera
- La Passion de Gilles (1983) Libreto de Pierre Mertens.[2]
- Reigen (1993); basada en La Ronde de Arthur Schnitzler[3]
- Wintermärchen (1999); basada en Cuento de invierno de William Shakespeare.[4]
- Julie (2005); basada en La señorita Julia de August Strindberg[5][6]
- Yvonne, princesse de Bourgogne (2009); basada en Iwona, księżniczka Burgunda de Witold Gombrowicz[7]
- Poppea e Nerone (2012); Orquestación para orquesta moderna de L'incoronazione di Poppea, de Claudio Monteverdi.[8]

Otros
- Concierto para violín (1980)
- Cuarteto de cuerdas número 1 (1988)
- Surfing para viola y orquesta (1990)
- Love and Dance Tunes para barítono y piano (1993); Sonetos de Shakespeare musicados
- Summer Dreams, Cuarteto de cuerdas número 2 (1994)